# Пјеве (Ла Специја)
Пјеве је насеље у Италији у округу Ла Специја, региону Лигурија.
Према процени из 2011. у насељу је живело 110 становника. Насеље се налази на надморској висини од 621 м.